# Neue Wache

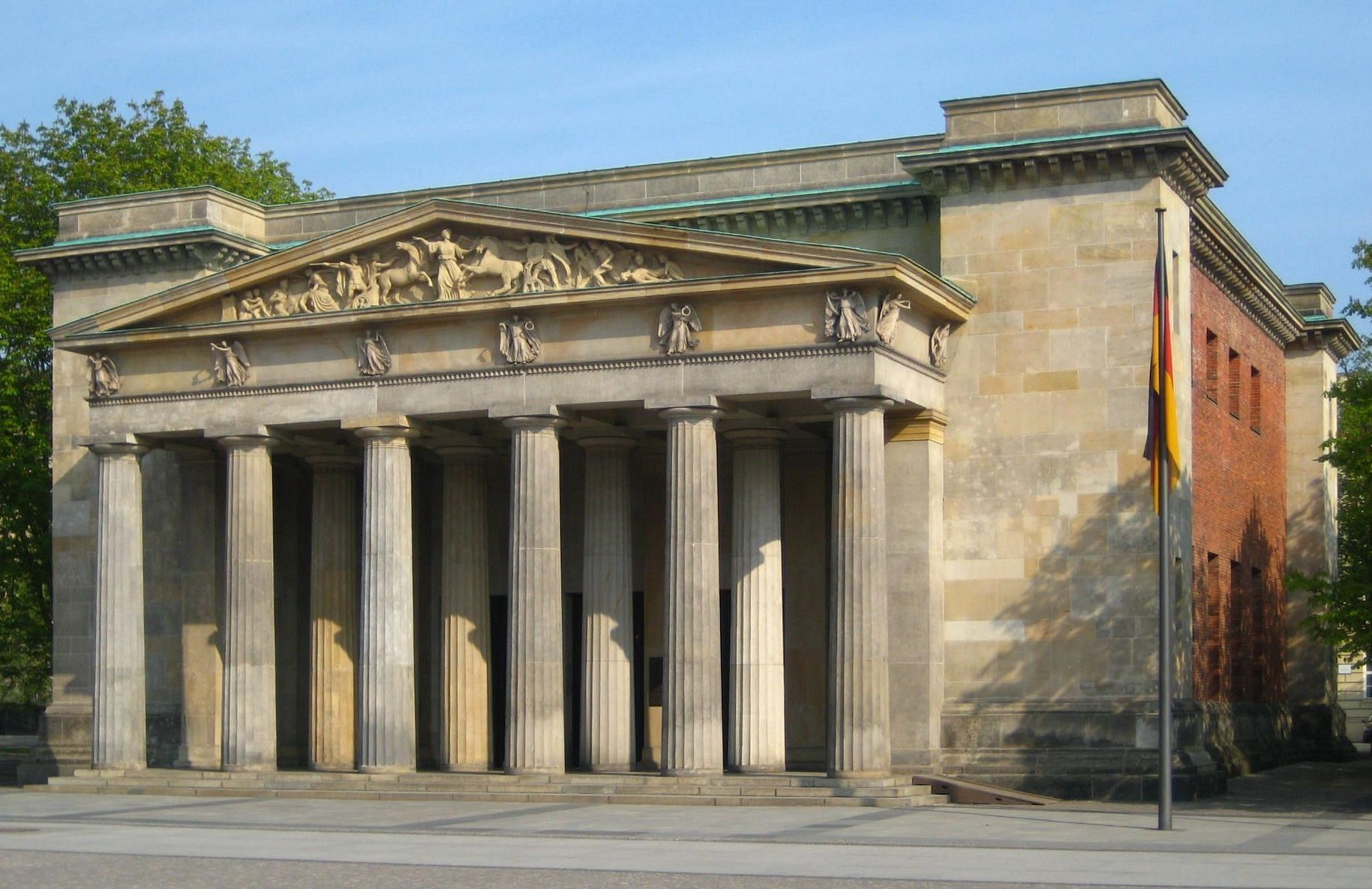
Portal neoclássico na avenida Unter den Linden

Neue Wache (em português: Nova Casa de Vigília) é um edifício de Berlim, capital da Alemanha. Serve como o "Memorial Central da República Federal da Alemanha para as Vítimas da Guerra e da Ditadura". Está localizado ao lado norte da avenida Unter den Linden, no distrito central Mitte. Datam de 1816, a Neue Wache foi projetada pelos arquitetos Karl Friedrich Schinkel e Solomo Sachs. Originalmente construído como uma casa de vigília para as tropas do príncipe da Prússia, o prédio foi usado como um memorial de guerra desde 1931.

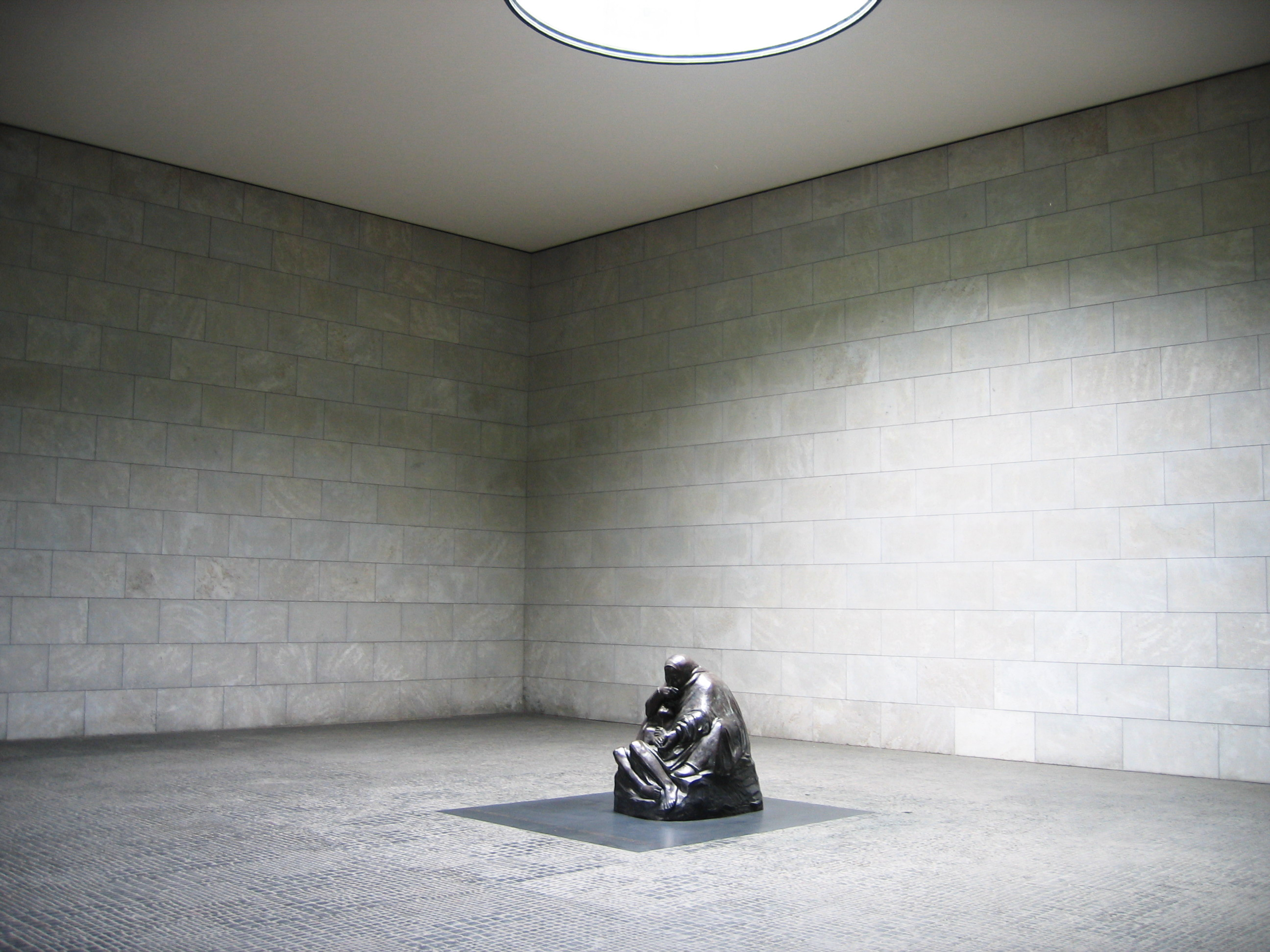
O interior da Neue Wache, com a escultura de Käthe Kollwitz Mãe com seu filho morto.